# Impacto ambiental da geração elétrica

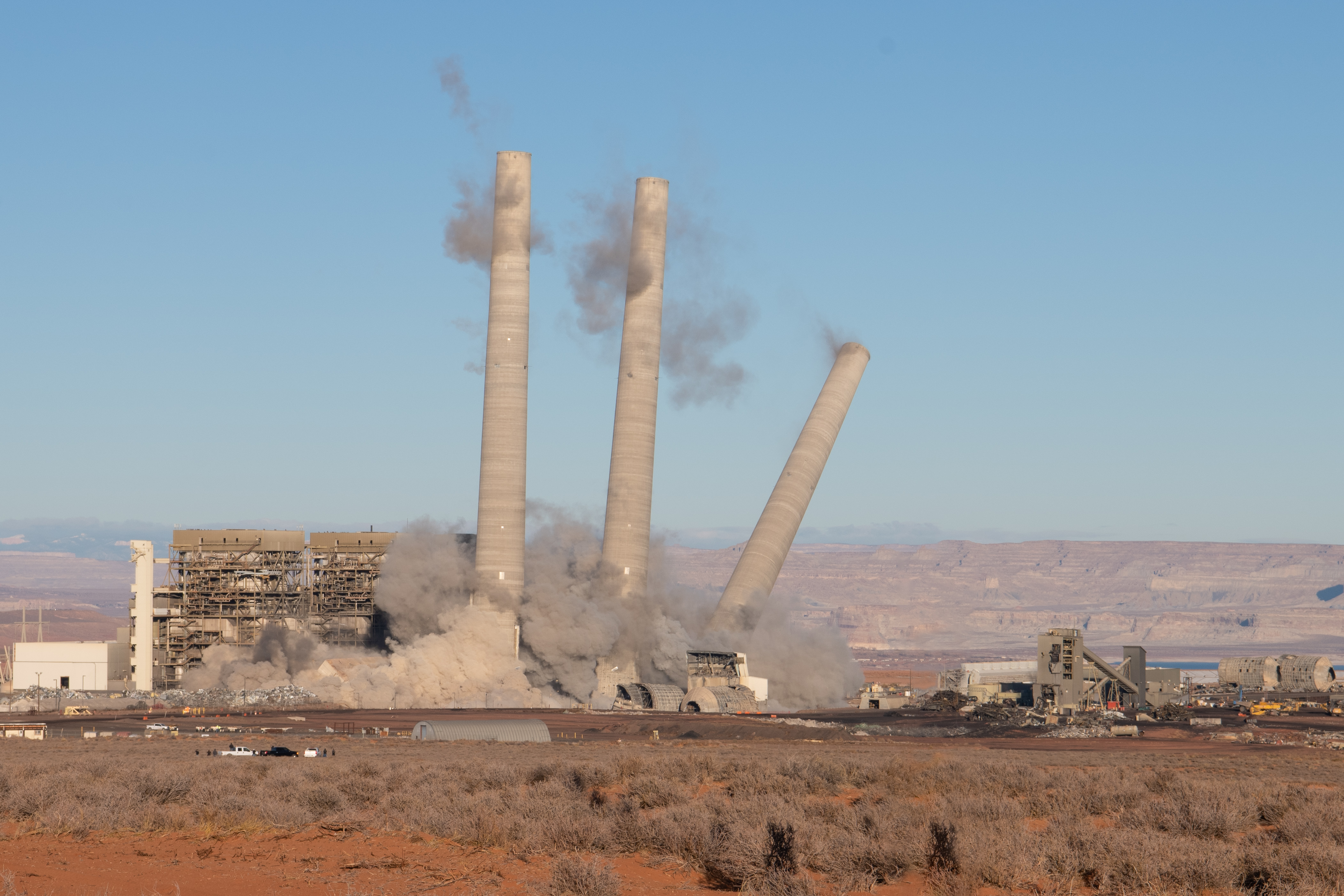
Uma estação de energia de navajo, Arizona. Foi demolida por preocupações com o meio ambiente￼

A produção de energias causa impactos ambientais em maior ou menor grau, dependendo da fonte energética utilizada. Quase todos os sistemas elétricos podem afetar o meio ambiente, e o tamanho desses impactos dependerá de como e onde a eletricidade é gerada e entregue .

### Energia fóssil
Energia produzida a partir de fósseis: o petróleo, carvão e gás natural. Causam impactos ambientais preocupantes, pois é um tipo de energia poluente, que gera gases que promovem o efeito estufa e danificam a camada de ozônio.

### Energia hidráulica
Energia obtida a partir do uso de energia cinética e fluxo potencial de água, onde a força mecânica é promovida pela movimentação de turbinas pela força da água. 
Na fase da construção causam impactos ambientais significativos, pois exige o alagamento de grandes áreas para a construção dos reservatórios. 

### Energia nuclear
Energia produzida através da divisão de átomos em um reator para aquecer água em vapor, transformar uma turbina e gerar eletricidade.
Os resíduos produzidos pela energia nuclear são altamente contaminantes, tanto para o meio ambiente quanto para o homem.

### Energia renovável
Energia produzida a partir da luz solar, vento, calor geotérmico e movimento das ondas. Os únicos impactos ambientais causados são a alteração de paisagem e o desmatamento de pequenas áreas para a instalação de turbinas eólicas e painéis solares .
Em geral, os efeitos ambientais podem incluir:
- Emissões de gases de efeito estufa e outros poluentes do ar, especialmente quando um combustível é queimado.
- Utilização de recursos hídricos para produzir vapor, fornecer resfriamento e servir outras funções.
- Descargas de poluição em águas, incluindo poluição térmica (água mais quente que a temperatura original da água).
- Geração de resíduos sólidos, que podem incluir resíduos perigosos.
- Uso da terra para produção de combustível, geração de energia e linhas de transmissão e distribuição.
- Efeitos sobre plantas, animais e ecossistemas que resultam do ar, água, resíduos e impactos da terra acima [3].

1. ↑  GUARESMIN, V. Impactos da energia elétrica no meio ambiente. Disponível em: <https://www.imarjunior.com.br/post/impactos-da-energia-el%C3%A9trica-no-meio-ambiente>. Acesso em: 4 dez. 2022.
2. ↑  BARBOSA, Claudomiro Fábio de Oliveira et al. Situação da geração elétrica através de sistemas híbridos no estado do Pará e perspectivas frente à universalização da energia elétrica. Procedings of the 5th Encontro de Energia no Meio Rural, 2004.
3. ↑  DE QUEIROZ, Rosemar et al. Geração de energia elétrica através da energia hidráulica e seus impactos ambientais. Revista eletrônica em gestão, educação e tecnologia ambiental, p. 2774-2784, 2013.